# Nan Laird
Pour les articles homonymes, voir Laird (homonymie).
Nan McKenzie Laird (née en 1943) est une mathématicienne et statisticienne américaine, professeure de biostatistique à la Harvard T.H. Chan School of Public Health (en). Elle est directrice du Département de 1990 à 1999 et elle est professeure titulaire de la chaire « Henry Pickering Walcott » de Biostatistique, de 1991 à 1999.

## Formation
Nan Laird est née le 18 septembre 1943 à Gainesville, en Floride, d'Angus McKenzie Laird et Myra Adelia Doyle. Ils déménagent à Tallahassee, en Floride et Nan étudie à l'Université Rice en 1961, puis part à l'Université de Georgie où elle obtient son B.Sc. en statistiques en 1969 et elle est élue à Phi Beta Kappa. Après son diplôme, Nan travaille aux Laboratoires Draper du Massachusetts Institute of Technology, où elle travaille sur la filtration de Kalman pour la combinaison Apollo Man dans le cadre du Moon Program.
Laird entre au Département de statistiques à l'Université Harvard en 1971. Elle y a obtenu son doctorat en 1975 sous la direction d'Arthur P. Dempster avec une thèse intitulée  Log-linear models with random parameters: an empirical Bayes approach.

## Carrière et recherches
Les principaux thèmes de recherche pour lesquels Nan Laird développe la méthodologie statistique sont : la génétique statistique, les études longitudinales, les données manquantes ou incomplètes, ainsi que l'analyse de données informantes multiples. Elle a travaillé de façon plus poussée dans l'analyse des études basées sur la famille en génétique, et elle collabore actuellement à des études génétiques sur les désordres bipolaires, l'asthme les maladies respiratoires.
Elle est titulaire de la chaire Harvey V. Fineberg à la Harvard T.H. Chan School of Public Health (en).
Laird est reconnue pour ses nombreux articles fondateurs en applications et méthodes  biostatistiques, dont l'algorithme espérance-maximisation et l'estimateur de DerSimonian-Laird. Elle est une auteure hautement citée selon l' « ISI Web of knowledge »(Archive.org • Wikiwix • Archive.is • Google • Que faire ?).

## Prix et distinctions
Nan Laird est lauréate du « Myra Samuels Lecturer award » de l'Université Purdue  (2004), du prix « Janet L. Norwood » (2003) et du Prix Florence Nightingale David (2001) de l'American Statistical Association, et de plusieurs autres bourses.
En 2011 elle est lauréate du prix Samuel Wilks décerné par la Société américaine de statistique. En 2021, elle est lauréate du Prix international de statistiques pour ses travaux sur des méthodes puissantes qui ont rendu possible l'analyse d'études longitudinales complexes.
Laird est Fellow de la Société américaine de statistique, ainsi que de l'Institut de statistique mathématique. Elle est membre de l'Institut international de statistique.

## Sélection de publications
- A. P. Dempster, N. Laird et D. B. Rubin, « Maximum likelihood from incomplete data via the EM algorithm », Journal of the Royal Statistical Society, Series B, vol. 39, no 1,‎ 1977, p. 1–38 (JSTOR 2984875)
- R. DerSimonian et N. Laird, « Meta-analysis in clinical trials », Controlled Clinical Trials, vol. 7, no 3,‎ 1986, p. 177–188 (PMID 3802833, DOI 10.1016/0197-2456(86)90046-2)
- Applied longitudinal analysis avec Garrett M. Fitzmaurice et James H. Ware. - Hoboken, 2004.
- Cooperative dialysis study
- The association of a SNP upstream of INSIG2 with body mass index is reproduced in several but not all cohorts
- The fundamentals of modern statistical genetics